# Tınaz Tırpan
Tınaz Tırpan (* 28. April 1939 in Ankara) ist ein ehemaliger türkischer Fußballspieler und -trainer.

## Spielerkarriere
Tınaz Tırpan verbrachte seine Spielerkarriere überwiegend in den unteren türkischen Ligen. Lediglich in der Saison 1968/69 war er für Altınordu Izmir in den höchsten türkischen Spielklasse, der Süper Lig aktiv.

## Trainerkarriere
Tınaz Tırpan trainierte die türkische Fußballnationalmannschaft von 1988 bis 1989 in elf Spielen, von denen er fünf Spiele gewann, einmal Unentschieden spielte und fünf Spiele verlor. Er war der Nationaltrainer während der WM-Qualifikation zur WM 1990, für die sich die türkische Nationalmannschaft nicht qualifizieren konnte, da man im letzten und entscheidenden Spiel das Spiel gegen die UdSSR mit 2:0 verlor.
Zur Saison 1990/91 war er für die fünf letzten Spieltage bei Fenerbahçe Istanbul tätig. Erst knapp ein Jahrzehnt später übernahm er für zwei Monate in der Saison 1999/00 mit MKE Ankaragücü einen neuen Verein. Ankaragücü war in der Liga jedoch nicht sehr erfolgreich, auch auf internationaler Ebene schied man in der ersten Runde des UEFA-Cups gegen Atletico Madrid aus, was dazu führte, dass man auch dort den Vertrag mit Tınaz Tırpan nicht mehr verlängerte.
Zwei Jahre später bekam er dann ein Angebot aus Korea. Zur Saison 2002/03 war er der Cheftrainer des koreanischen Erstligisten Bucheon SK, dort wurde er jedoch noch in derselben Saison auf Grund schlechter Ergebnisse entlassen.